# Clausophyes massilana
Clausophyes massilana är en nässeldjursart som beskrevs av Patriti 1969    . Clausophyes massilana ingår i släktet Clausophyes och familjen Abylidae. Inga underarter finns listade i Catalogue of Life.